# Stor myresluger
Stor myresluger er et sydamerikansk pattedyr fra ordenen Gumlere (Xenarthra) og familien Myreslugere (Myrmecophagidae). Den er almindeligt kendt for at spise myrer og termitter, og kan spise helt op til 30.000 myrer på én dag. Dyret lever i Syd- og Mellemamerika, det vejer mellem 25-50 kg og har en længde på 150-200 cm, plus hale (60-90 cm). Myreslugerne kan blive op til 20-25 år gamle. Myreslugeren kan leve både i skov, på græssletter og i vådområder. De har ingen faste territorier, men deres søgen efter egnet føde (30.000 termitter eller myrer dagligt) bringer dem langt omkring.
Myreslugeren er meget specialiseret i sin fødesøgning. Den har kraftige kløer til at rive termitboer fra hinanden med. Dens tunge er omkring 20 cm lang og specielt konstrueret til at fange myrer og termitter med.
Myreslugeren lever alene, kun ved parring og opfostring af unger ser man flere myreslugere sammen.